# 356-та піхотна дивізія (Третій Рейх)
356-та піхотна дивізія (Третій Рейх) (нім. 356. Infanterie-Division) — піхотна дивізія Вермахту за часів Другої світової війни. З моменту формування у травні 1943 року входила до німецьких окупаційних військ на півдні Франції. У жовтні 1943 року дивізію перевели на Італійський фронт, де вона діяла у секторі поблизу Баньякавалло. У січні 1945 року перекинута до Угорщини, билася поблизу Відня та в Нижній Австрії. У травні 1945 року дивізія капітулювала союзникам.

## Історія
356-та піхотна дивізія сформована 1 травня 1943 року шляхом переформування резервних підрозділів дивізії «Гізела», що входили до німецьких окупаційних військ на півдні Франції. У лютому 1943 року III./869-го гренадерського полку був переданий до 11-ї танкової дивізії, III./870-го гренадерського полку перевели до штурмової бригади «Рейхсфюрер-СС», а II./869 and III./871-го гренадерського полку пішов на комплектування 352-ї піхотної дивізії.
Дві піхотні дивізії вермахту — 355-та та 356-та — виконували до осені завдання з прикриття середземноморського узбережжя Франції, забезпечуючи берегову охорону й окупаційний порядок поблизу Тулона. У жовтні 1943 року дивізію перевели на Італійський фронт, де вона діяла проти американських військ у секторі поблизу Баньякавалло.
У січні 1945 року перекинута до Угорщини для боротьби з Червоною армією, потім воювала навколо Відня та Нижньої Австрії. У травні 1945 року дивізія здалася у Вінер-Нойштадті американським військам.

## Райони бойових дій
- Франція (травень — жовтень 1943);
- Італія (жовтень 1943 — січень 1945);
- Угорщина, Австрія (січень — травень 1945).

## Командування

### Командири
- Генерал-лейтенант Егон фон Найндорфф (нім. Egon von Neindorff) (1—15 травня 1943)
- Генерал-лейтенант Карл Фауленбах (нім. Karl Faulenbach) (15 травня 1943 — жовтень 1944)
- Оберст Кляйнгенц (нім. Kleinhenz) (жовтень 1944 — лютий 1945)
- Оберст фон Зальдерн (нім. von Saldern) (лютий — 8 травня 1945)

### Підпорядкованість
| Час      | Корпус           | Армія                       | Група армій (округ)   | Штаб                               |
| -------- | ---------------- | --------------------------- | --------------------- | ---------------------------------- |
| 1943     |                  |                             |                       |                                    |
| червень  | LXXXIII ак       | Армійська група «Фельбер»   | Група армій «D»       | Тулон                              |
| серпень  | —                | Армійська група «Фельбер»   | Група армій «D»       | Тулон                              |
| вересень | —                | 19-та А                     | Група армій «D»       | Тулон                              |
| жовтень  | Група Фауленбаха | 19-та А                     | Група армій «D»       | Тулон                              |
| листопад | LXXXVII ак       | —                           | Група армій «B»       | Кастрокаро-Терме-е-Терра-дель-Соле |
| грудень  | LXXXVII ак       | 14-та А                     | Група армій «C»       | Баньякавалло                       |
| 1944     |                  |                             |                       |                                    |
| січень   | LXXXVII ак       | 14-та А                     | Група армій «C»       | Баньякавалло                       |
| лютий    | LXXV ак          | Армійська група фон Цангена | Група армій «C»       | Баньякавалло                       |
| травень  | —                | Армійська група фон Цангена | Група армій «C»       | Баньякавалло                       |
| червень  | I пдк            | 14-та А                     | Група армій «C»       | Орв'єто                            |
| вересень | LXXVI ак         | 10-та А                     | Група армій «C»       | Ріміні                             |
| 1945     |                  |                             |                       |                                    |
| січень   | LXXIII ак        | 10-та А                     | Група армій «C»       | Трієст                             |
| лютий    | IV тк СС         | 6-та А                      | Група армій «Південь» | Секешфегервар                      |
| квітень  | I тк СС          | 6-та ТА                     | Група армій «Південь» | Вінер-Нойштадт                     |
| травень  | I тк СС          | 6-та ТА                     | Група армій «Австрія» | Вінер-Нойштадт                     |

### Склад
| Травень 1943                           |
| -------------------------------------- |
| 869-й гренадерський полк               |
| 870-й гренадерський полк               |
| 871-й гренадерський полк               |
| 356-й артилерійський полк              |
| 356-й інженерний батальйон             |
| 356-й розвідувальний батальйон         |
| 356-й дивізійний батальйон зв'язку     |
| 356-й запасний батальйон               |
| 356-й швидкий загін                    |
| 356-те дивізійне управління постачання |
| 356-те адміністративне управління      |
| 356-те санітарне управління            |
| 356-та ветеринарна рота                |